# Лопашов
Лопашов (на словашки: Lopašov) е село в окръг Скалица, Търнавски край, Западна Словакия. Населението му е 339 души.
Разположено е на 265 m надморска височина, на 15 km югоизточно от град Скалица. Площта му е 5,21 km². Кмет на селото е Мариан Бедерка.